# 31858 Raykanipe
31858 Raykanipe este o planetă minoră (asteroid) din centura de asteroizi. A fost descoperită pe 9 martie 2000 la Experimental Test Site⁠(d) de Lincoln Near-Earth Asteroid Research. 
Obiectul prezintă o orbită caracterizată de o semiaxă mare de 2,298586 UAi, o excentricitate de 0,15, o înclinație de 6,69817 ° în raport cu ecliptica.